# Brownfield (Maine)
Brownfield – miasto w Stanach Zjednoczonych, w stanie Maine, w hrabstwie Oxford.